# Cinema Rian
O Cinema Rian foi construído em 28 de novembro de 1932 na cidade do Rio de Janeiro e demolido em 16 de dezembro de 1983. Foi fundado pela artista e primeira-dama do Brasil Nair de Tefé von Hoonholtz, quando esta se mudou para a então capital federal.
Era um dos cinemas mais bem conceituados do Rio de Janeiro. Sua sede era privilegiada, pois localizava-se à frente do oceano Atlântico, na avenida Atlântica, 2965, em Copacabana. Na quadra em que estava situado, as ruas barão de Ipanema e Constante Ramos faziam esquina.
Foi-lhe dado este nome - Rian(Nair de trás para frente) -, pois o mesmo é o pseudônimo da sua então proprietária e fundadora, Nair de Tefé.

## Homenagens
Nonato Buzar e Chico Anísio compuseram uma música chamada Rio Antigo, em que homenageiam a cidade como era até a década de 1950. Em um dos trechos eles citam o cinema Rian:
| “ | Quero um bate-papo na esquina Eu quero o Rio antigo Com crianças na calçada Brincando sem perigo Sem metrô e sem frescão O ontem no amanhã Eu que pego o bonde 12 de Ipanema Pra ver o Oscarito e o Grande Otelo no cinema Domingo no Rian Me deixa eu querer mais, mais paz... | ” |

O cinema Rian também é citado numa música cujo nome também o cita: a Matinê no Rian, composta pela banda brasileira João Penca e Seus Miquinhos Amestrados. Em um dos trechos eles citam o cinema Rian:
| “ | Oh! meu amor, eu nasci pra você Eu acho legal nós dois um casal Diga ao seu passado Bye bye Unir nossas mãos num fim de semana Andar nas areias de Copacabana Pegar matinê no Rian com você Um grande amor não será jamais Demodée... | ” |

Anexo ao cine Rian existiu o melhor restaurante francês do Rio de Janeiro, chamava-se La Cremailleurs. Também foi no Rian que foi dançado pela primeira vez o Rock and Roll, durante a apresentação do filme No Balanço das Horas com Elvis Presley. A jovem platéia não resistiu e saiu dançando pelos corredores.